# Gemerský Jablonec
Gemerský Jablonec (in ungherese: Almágy, in tedesco: Jablontz in der Gömmer) è un comune della Slovacchia facente parte del distretto di Rimavská Sobota, nella regione di Banská Bystrica.
Il villaggio è citato per la prima volta nel 1275 con il nome di Almagh, ma dovrebbe risalire almeno all'XI secolo. Fino al XVI secolo costituì un cantone del villaggio di Petrovce. Successivamente passò ai Vay che lo detennero per tutto il XVII secolo. Nel 1554 fu distrutto dai turchi. Dal 1938 al 1944 fece parte dell'Ungheria.